# KHBエリアリポート
『KHBエリアリポート』（ケイエイチビーエリアリポート）は、1992年10月5日から1994年9月30日まで2年半、東日本放送で平日夕方6時台に生放送されていた宮城県向けのローカルワイドニュース番組である。

## 概要
- 『KHB 600ステーション』の後番組としてスタート。

- テレビ朝日発の全国ニュース『ステーションEYE ANN』の直後の時間帯に放送されていた。オープニングテーマは堀井勝美PROJECTの「Act713」。

- 番組は1994年秋の改編を機に終了。替わって、それまで週末のみに放送されていた『KHBステーションEYE ANN』が平日にも放送されるようになった。

## 放送時間
いずれも日本標準時。
- 月曜 - 木曜 18:30 - 19:00、金曜 18:30 - 18:45（1992年10月5日 - 1994年9月30日）

## 出演者

### ニュースキャスター
- 三浦洋子
- 山脇園子

### スポーツキャスター
- 不明

### 気象情報担当
- 井上秀雄（日本気象協会）
- 石川亜紀子